# Bruno Jaffré
 (mai 2012).
Si vous disposez d'ouvrages ou d'articles de référence ou si vous connaissez des sites web de qualité traitant du thème abordé ici, merci de compléter l'article en donnant les références utiles à sa vérifiabilité et en les liant à la section « Notes et références ».
 (avril 2021).
Pour les articles homonymes, voir Jaffré.
Bruno Jaffré est un ingénieur de recherche français (aujourd'hui à la retraite), essayiste et biographe, spécialiste de l'histoire politique du Burkina Faso.

## Formation
Mathématicien de formation, Bruno Jaffré étudie, tout en étant plusieurs années salarié de France Télécom, la recherche comparative en développement à l'École des hautes études en sciences sociales.

## Recherches critiques sur l'Afrique
Il est un des fondateurs de l'ONG française "Coopération Solidarité Développement dans les Postes et Télécommunications" en 1988. Il publie Burkina Faso : Les Années Sankara en 1989, après son expérience de coopération en Afrique de l'Ouest, puis la biographie de Thomas Sankara, martyr de l'indépendance burkinabé, qui fait référence. 
Il est auteur de plusieurs ouvrages de référence sur l'histoire du Burkina Faso, et est considéré comme le principal spécialiste et biographe de Thomas Sankara. Il participe à l'animation du site et des archives numériques qui lui sont consacrés. 
Depuis 2013, il anime sur Mediapart un blog consacré à l'actualité du Burkina Faso. Il anime la campagne "Justice pour Thomas Sankara justice pour l'Afrique" 

## Œuvres

### Essais
- Burkina Faso : Les Années Sankara, de la Révolution à la Rectification, L'Harmattan, 1989  (ISBN 2-7384-5967-6)
- L'insurrection inachevée, Burkina 2014, Syllepse, 2019  (ISBN 2-8495-0777-6)

### Ouvrages critiques
- Les télécommunications : Entre bien public et marchandise, Paris, Mayer, 2005  (ISBN 2-84377-111-0) (in ouvrage collectif, coordonné par Djilali Benamrane, Bruno Jaffré et François-Xavier Verschave)

### Biographies
- Biographie de Thomas Sankara, La patrie ou la mort, L'Harmattan, 1997  (ISBN 2-7384-5836-X)
- Biographie de Thomas Sankara, La patrie ou la mort… édition revue et augmentée, L'Harmattan, 2007  (ISBN 978-2-296-04265-0)

### Recueils
- Thomas Sankara, recueil de textes présentés par Bruno Jaffré, éditions du CETIM, 2014  (ISBN 978-2-88053-104-1)
- Thomas Sankara, La Liberté contre le 'destin, discours rassemblés et présentés par Bruno Jaffré, préface de Ra-Sablga Seydou Ouedraogo, Syllepse, 2017  (ISBN 978-2-84950-557-1)
- Thomas Sankara - Die Ideen sterben nicht!,  AfricAvenir éd., 2016  (ISBN 978-3-946741-00 8)
- Thomas Sankara - La llibertat contra el destí, discursos,  Tigre de paper éd., octobre 2023  (ISBN 978-84-18705-61-8)